# Língua orochom
Orochen (também conhecida como Oroqen, Olunchun, Elunchun, Ulunchun) é uma língua Tungúsica setentrional falada fluentemente por poucas pessoas na República Popular da China. Os dialetos são Gankui e Heilongjiang. Gankui é o dialeto padrão. É falada pelo povo Oroqen da Mongólia Interior (predominantemente o “Bandeira Autônoma Oroqen) e Heilongjiang no nordeste da República Popular da China).
Atualmente, a língua Orochen ainda não tem uma escrita própria, embora pretanda-se implementar para a mesma o alfabeto latino. No entanto, a maioria dos Orochen são capazes de ler e escrever em Chinês e alguns também podem falar a língua daur.

## Texto de Amostra
Abaixo estão listadas algumas frases de Oroqen, pois algumas palavras originais foram perdidas com o tempo. Eles são transcritos em alfabeto fonético Oroqen.
| As crianças estão todas entrando.          | Kʊxɑː səl ku əmtʃə.                              |
| Arian tem três irmãos mais velhos          | Arian ilan axtʃi.                                |
| O irmão mais velho de Arian está chegando. | Arian axninin əmtʃə.                             |
| Eu sou estudante                           | Pi pite turan.                                   |
| Você é mais alto que eu                    | ʃi mintu gʊkta.                                  |
| A casa está limpa e arrumada.              | Ər dʒuː tʃaldaː le                               |
| Arian desamarrou a corda                   | Arian uʃixəmʊə puditʃə                           |
| Arian tirou a roupa                        | Arian kantaxʊə purmə ədədʒə.                     |
| Quantos filhos você tem?                   | ʃi ati kʊxa tʃi piʃiniʔ                          |
| Arian o ajudou a desamarrar a corda.       | arian pənɪəʊ uʃixə(-npə) aiʃilaːmi purmə ədəd͡ʒe. |
| A multidão do desfile começou a andar      | pə(-jə) səl pambu japʊt͡ʃa                        |
| O que o Arian está fazendo?                | arian xunrun (ʊː-) ʒan?                          |
| Arian vem amanhã / Arian chega amanhã      | arian tɪmaːna əmrən.                             |
| Arian está esperando por você              | arian ʃini aladən                                |

## Escrita
A língua Orochen usa o alfabeto latino sem as letras C, V e Z na maioria dos casos, porém com as formas adicionais. Ü, Ng, Ny.

## ligações externas
- Oroqen Vocabulary List (from the World Loanword Database)
- Oroqen Swadesh vocabulary list of basic words (from Wiktionary's Swadesh list appendix)
- Oroquen em Omniglot.com
- Oroquen em Bfssmzyy.com
- Oroquen em Ethnologue
- [https://www.culturalsurvival.org/publications/cultural-survival-quarterly/growing-shadow-oroqen-language-and-culture Oroquen em Cultural Survival
- em “theworldofchines”
- Oroquen em Cora.ac.uk